# یواس‌اس گرینل (پی‌سی-۱۲۳۰)
یواس‌اس گرینل (پی‌سی-۱۲۳۰) (به انگلیسی: USS Grinnell (PC-1230)) یک کشتی بود که طول آن ۱۷۳ فوت (۵۳ متر) بود. این کشتی در سال ۱۹۴۳ ساخته شد.